# معلاقة
المعلاقة (الاسم العلمي: Podocarpus) هي جنس من النباتات تتبع الفصيلة المعلاقية من رتبة الصنوبريات. بودوكاربس(Podocarpus) (/[invalid input: 'icon']ˌpoʊdəˈkɑːrpəs/؛ ترجمة كلمة من أصل يوناني تتكون من مقطعين هما بودوس، وتعني «قدم» وكاربوس، وتعني «فاكهة» وهي صنف من المخروطيات، الأكثر عددًا وانتشارًا من العائلة بودوكارب (podocarp) بودوكارباسيا(Podocarpaceae). يعد 105 نوعا من البودوكاربس أنواعًا مستديمة الخضرة شجيرات أو أشجار من 1-25 م (نادرًا ما تصل إلى 40 م) ارتفاعًا. وتكون أوراق النبات 0.5-15 سم طولاً، رمحية ومستطيلة الشكل، وهلالية (على شكل منجل) في بعض الأنواع، مع وجود عرق أوسط متميز في الورقة، وتكون الأوراق مرتّبة حلزونيًا، وإن كانت ملتويةً في بعض الأنواع بحيث تظهر في صفين أفقيين. يوجد لدى المخاريط من اثنتين إلى خمس حرشفات مُدمجة والتي تكون واحدةٌ منها فقط -ونادرًا اثنتين- مخصبةً، وكل حرشفة مخصبة بـبذرة واحدة قميّة. وعند النضج، تصبح الحرشفات شبه العوزة، منتفخة، وذات ألوان حمراء وأرجوانية زاهية وجسيمة، وتأكلها الطيور التي تبعثر البذور في فضلاتها. يكون طول ذكر حبوب لقاح المخاريط 5-20 ملم ويتجمع العديد في كثيرٍ من الأحيان معًا. ويكون العديد من الأنواع، لكن ليس الكل، نبات ثنائي المسكن.

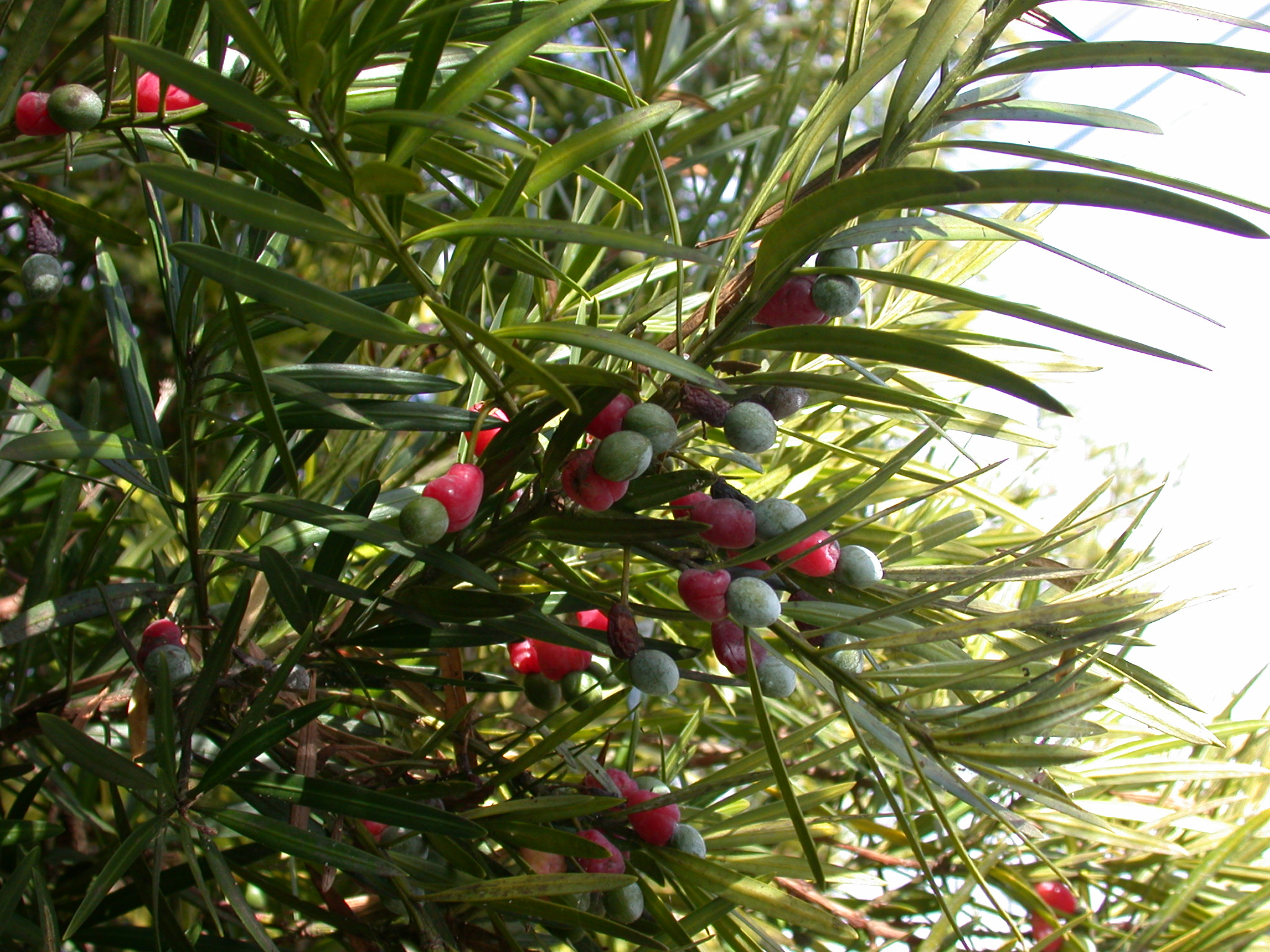
بودوكاربس ماكروفيلوس مع مخاريط البذور الناضجة

كانت البودوكاربس والبودوكارباسيا مستوطنةً في القارة العملاقة القديمة غندوانا، التي انفصلت إلى قارة أفريقيا وأمريكا الجنوبية والهند وأستراليا-غينيا الجديدة ونيوزيلندا وكاليدونيا الجديدة منذ حوالي 105-45 مليون سنة مضت. وتعد البودوكاربس شجرة مميزة من النباتات القطبية الجنوبية، التي نشأت في مناخٍ باردٍ ورطبٍ في غندوانا الجنوبية، وتبقى عناصر من النباتات في الأقاليم الرطبة والمعتدلة في القارة العملاقة السابقة. حيث أن القارات انجرفت شمالاً وأصبحت أكثر جفافًا وسخونة، وتراجعت البودوكاربس وأنواع أخرى من النباتات القطبية الجنوبية عمومًا للأقاليم الرطبة -خاصةً في أستراليا- حيثما أصبحت أجناس الورق التصلبي مثل السنط والكافور سائدةً، وتراجعت النباتات القطبية الجنوبية للجيوب التي تغطي حاليًا 2% فقط من القارة. وكما انجرفت أستراليا شمالاً نحو آسيا، دفع التصادم الأرخبيل الإندونيسي وجبال غينيا الجديدة، التي سمحت لأنواع البودوكارب بالانتقال عبر المضايق الضيقة إلى آسيا الرطبة، مع وصول البودوكاربس كبيرة الورق شمالاً لجنوب الصين واليابان. وتستمد نباتات ماليزيا، التي تتضمن شبه جزيرة ملايو وإندونيسيا والفلبين وغينيا الجديدة عمومًا من آسيا ولكنها تتضمن عناصر كثيرة من نباتات غندوانا القديمة، بما في ذلك أجناس أخرى عديدة في بودوكارباسيا (داكريكاربوس (Dacrycarpus)، وداكريديوم (Dacrydium) وفالكاتيفوليوم (Falcatifolium) وناجيا (Nageia) وفيلوكلادوس (Phyllocladus) والمتوطنة الماليزية صنداكاربوس (Sundacarpus)) وأيضًا أجاثيس (Agathis) في عائلة الأروكاريات.

## التصنيف
يقسم هذا الجنس إلى جنيسين جُنَيس المعلاقة العادية وجُنَيس المعلاقة المتورقة (Foliolatus)، اللذان يتميزان بمورفولوجيا المخروط والبذرة.

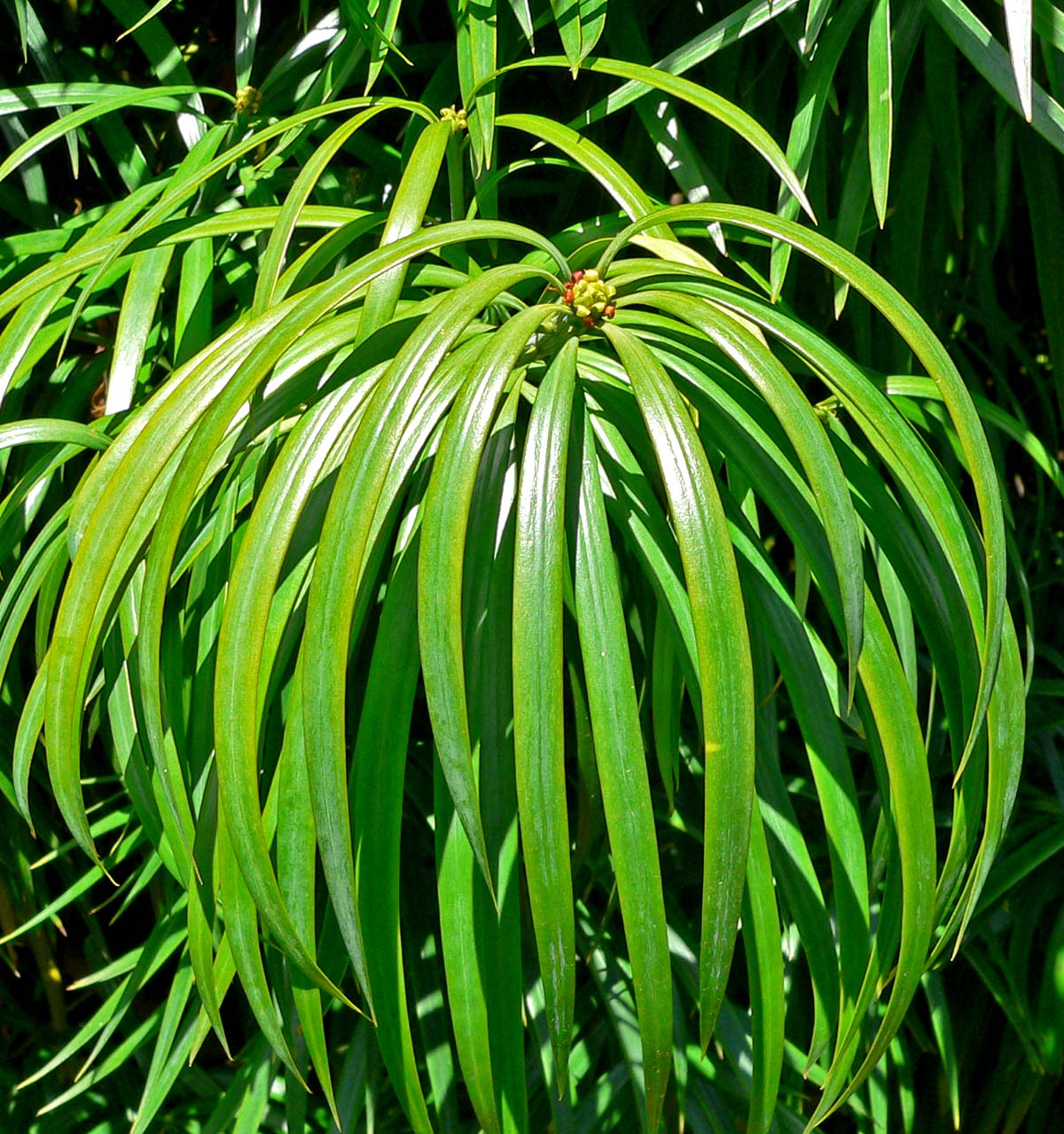
المعلاقة الهنكلية

جُنَيس المعلاقة العادية لا يُقابَل المخروط بالقنابات رمحية الشكل والبذرة عادةً بجُدَرية قمية. وتم توزيعها في غاباتٍ معتدلةٍ في تسمانيا، نيوزيلندا، جنوب تشيلي، مع بعض الأنواع الممتدة في المرتفعات المدارية في أفريقيا والأمريكتين.
أما جُنَيس المعلاقة المتورقة فيُقابَل المخروط بقنابتين رمحيتي الشكل («فليولا»)، والبذرة عادةً بدون جُدَرية قمية. وتكون عمومًا موزعة بصورة مدارية وشبه مدارية، ومتركزة في شرق وجنوب شرق آسيا وماليزيا، ومتداخلة مع الجُنَيْس بودوكاربس في جنوب شرق أستراليا وكاليدونيا الجديدة.
أُعيد تنظيم الأنواع في الفصيلة المعلاقية عددًا من المرات اعتمادًا على دليل جيني وفسيولوجي، مع تخصيص أنواع عديدة سابقًا إلى جنس المعلاقة والتي تُخَصص الآن إلى أجناسٍ أخرى. ونقل تسلسل خطط التصنيف أنواعًا بين ناجيا وبودوكاربس، وفي عام 1969 قسّم دي لاوبنفيلس (de Laubenfels) جنس المعلاقة الضخم إلى داكريكاربوس وديكوسوكاربوس (Decussocarpus) (اسم غير صحيح الذي راجعه لاحقًا للصحيح ناجيا) وبرومنوبيتيس (Prumnopitys) وبودوكاربس.
الأنواع
- جُنَيس المعلاقة العادية
  - الشعبة بودوكاربس (شرق وجنوب أفريقيا)
    - بودوكاربس إلونجاتوس (Podocarpus elongatus)
    - بودوكاربس لاتيفوليوس (Podocarpus latifolius)
    - بودوكاربس فالكاتوس (Podocarpus falcatus)

  - الشعبة سيتوبوديوم (Scytopodium) (مدغشقر، شرق إفريقيا)
    - بودوكاربس كابوروني (Podocarpus capuronii)
    - بودوكاربس هينكيلي (Podocarpus henkelii)
    - بودوكاربس همبيرتي (Podocarpus humbertii)
    - بودوكاربس مدغشقرية (Podocarpus madagascariensis)
    - بودوكاربس روستراتوس (Podocarpus rostratus)

  - الشعبة الأسترالية (جنوب شرق أستراليا، نيوزيلندا، كاليدونيا الجديدة، جنوب تشيلي) P. totara

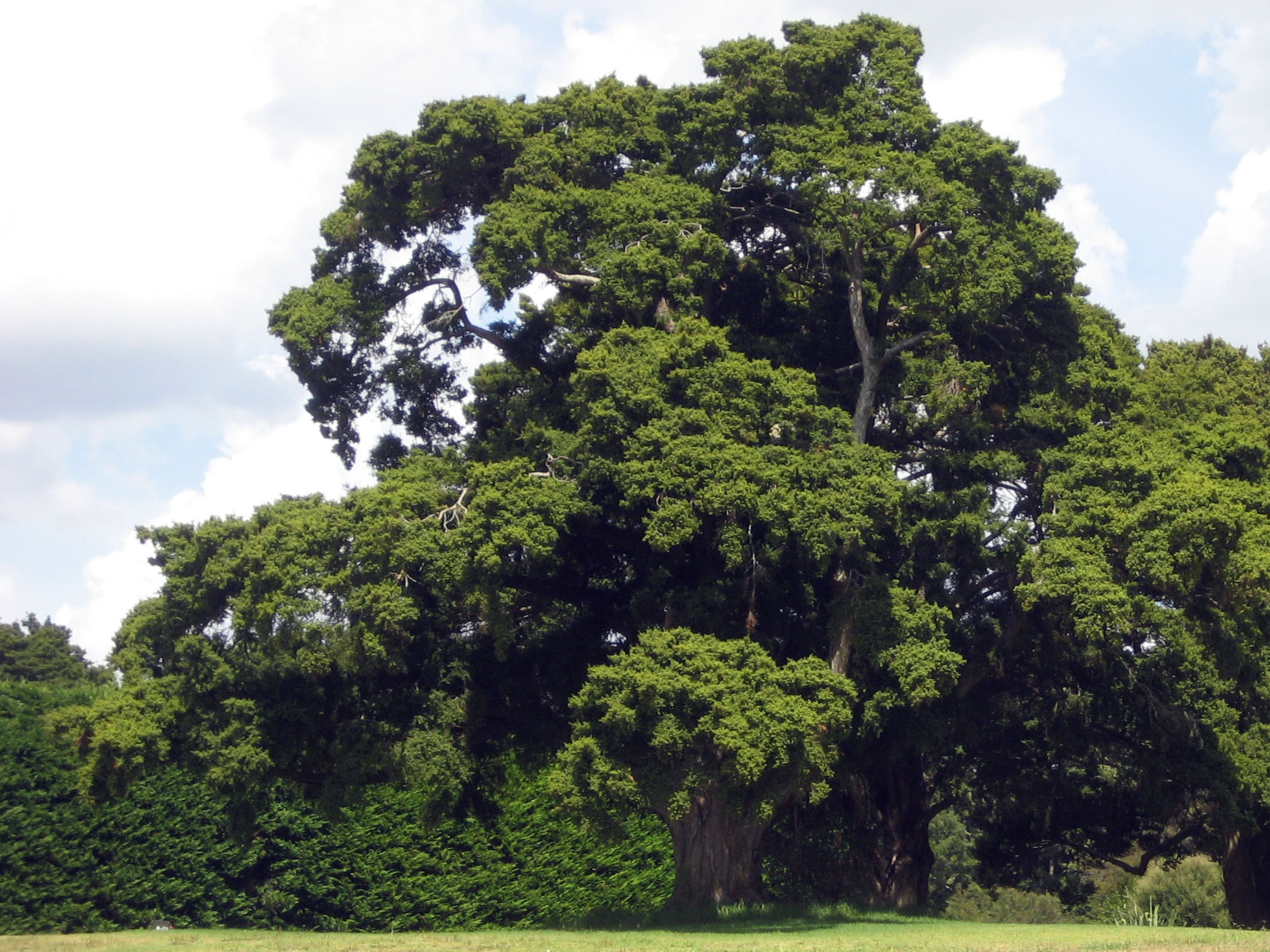
P. totara

    - بودوكاربس ألبينوس (Podocarpus alpinus)
    - بودوكاربس كنينغامي (Podocarpus cunninghamii)
    - بودوكاربس جنيديويدس (Podocarpus gnidioides)
    - بودوكاربس لورنسي (Podocarpus lawrencei)
    - بودوكاربس نيفاليس (Podocarpus nivalis)
    - بودوكاربس نبيجينوس (Podocarpus nubigenus)
    - بودوكاربس توتارا (Podocarpus totara)

  - الشعبة كراسيفورمس (Crassiformi) (شمال شرق كوينزلاند)
    - بودوكاربس سميثي (Podocarpus smithii)

  - الشعبة كابيتولاتيس (Capitulatis) (وسط تشيلي، جنوب البرازيل، جبال الأنديز من شمال الأرجنتين إلى الأكوادور)
    - بودوكاربس جلوميراتوس (Podocarpus glomeratus)
    - بودوكاربس لامبيرتي (Podocarpus lambertii)
    - بودوكاربس بارلاتوري (Podocarpus parlatorei)
    - بودوكاربس ساليجنوس (Podocarpus salignus)
    - بودوكاربس سيلووي (Podocarpus sellowii)
    - بودوكاربس سبروسي (Podocarpus sprucei)
    - بودوكاربس ترانسينز (Podocarpus transiens)

  - الشعبة براتنسيس (Pratensis) (جنوب شرق المكسيك إلى غيانا وبيرو)
    - بودوكاربس أوليفوليوس (Podocarpus oleifolius)
    - بودوكاربس بندوليفوليوس (Podocarpus pendulifolius)
    - بودوكاربس تيبينسيس (Podocarpus tepuiensis)

  - الشعبة لانسيولاتيس (Lanceolatis) (جنوب المكسيك، بورتوريكو، جزر الأنتيل الصغرى، فنزويلا إلى المرتفع بوليفيا)
    - بودوكاربس كورياسيوس (Podocarpus coriaceus)
    - بودوكاربس مالتوداي (Podocarpus matudai)
    - بودوكاربس روسبي (Podocarpus rusbyi)
    - بودوكاربس ساليسيفوليوس (Podocarpus salicifolius)
    - بودوكاربس ستيرماركي (Podocarpus steyermarkii)

  - الشعبة بوميليس (Pumilis) (جنوب جزر الكاريبي ومرتفعات غينيا)
    - بودوكاربس أنجوستيفوليوس (Podocarpus angustifolius)
    - بودوكاربس أريستولاتوس (Podocarpus aristulatus)
    - بودوكاربس بوشهولزي (Podocarpus buchholzii)
    - بودوكاربس رورايما (Podocarpus roraimae)
    - بودوكاربس أورباني (Podocarpus urbanii)

  - الشعبة نيموراليس (Nemoralis) (وسط وشمال أمريكا الجنوبية، جنوباُ إلى بوليفيا)
    - بودوكاربس براسيلينسيس (Podocarpus brasiliensis)
    - بودوكاربس سيلاتوس (Podocarpus celatus)
    - بودوكاربس جواتيمالينسيس (Podocarpus guatemalensis)
    - بودوكاربس ماجنيفوليوس (Podocarpus magnifolius)
    - بودوكاربس بورديانوس (Podocarpus purdieanus)
    - بودوكاربس ترينيتنسيس (Podocarpus trinitensis)
- جُنَيس المعلاقة المتورقة
  - الشعبة فوليولاتوس (نيبال إلى سومطرة والفلبين ومن غينيا الجديدة إلى تونغا) P. neriifolius

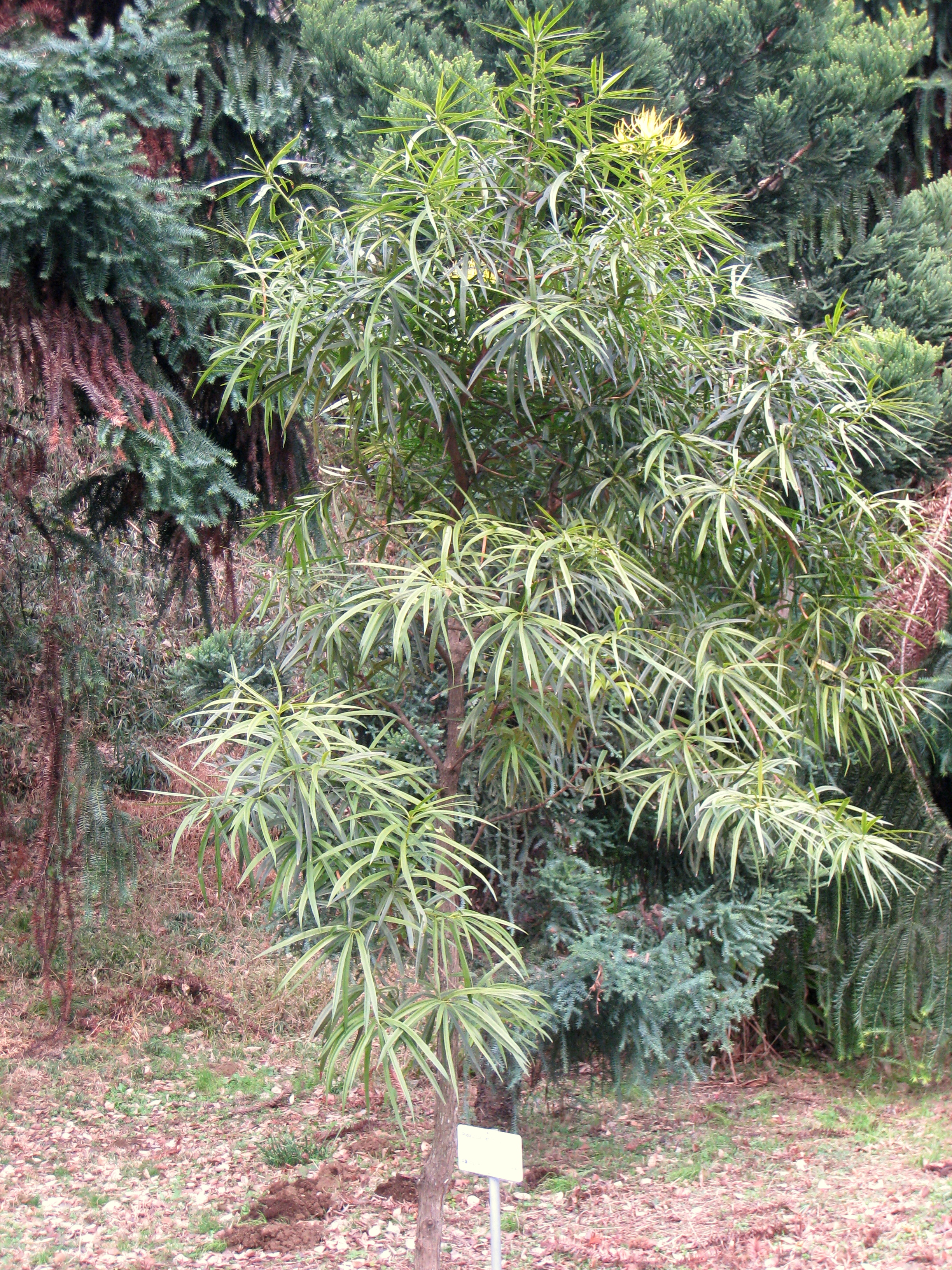
P. neriifolius

    - بودوكاربس أرشبولدي (Podocarpus archboldii)
    - بودوكاربس بيشيرا (Podocarpus beecherae)
    - بودوكاربس بورنينسيس (Podocarpus borneensis)
    - بودوكاربس ديفليكسوس (Podocarpus deflexus)
    - بودوكاربس إينسولاريس (Podocarpus insularis)
    - بودوكاربس ليفيس (Podocarpus levis)
    - بودوكاربس نيريفوليوس (Podocarpus neriifolius)
    - بودوكاربس نوفا-كاليدونيا (Podocarpus novae-caledoniae)
    - بودوكاربس باليدوس (Podocarpus pallidus)
    - بودوكاربس روبنس (Podocarpus rubens)
    - بودوكاربس سباثويدس (Podocarpus spathoides)

  - الشعبة أكومينيتوس (Acuminatus) (شمال كوينزلاند، غينيا الجديدة، بريطانيا الجديدة، بورنيو)
    - بودوكاربس ديسبرموس (Podocarpus dispermus)
    - بودوكاربس ليدرماني (Podocarpus ledermannii)
    - بودوكاربس ميكروبيدنكولاتوس (Podocarpus micropedunculatus)

  - الشعبة جلوبولوس (Globulus) (تايوان إلى فيتنام، سومطرة وبورنيو، وكاليدونيا الجديدة)
    - بودوكاربس أنامينسيس (Podocarpus annamiensis)
    - بودوكاربس جلوبولوس (Podocarpus globulus)
    - بودوكاربس لوسيني (Podocarpus lucienii)
    - بودوكاربس ناكاي (Podocarpus nakai)
    - بودوكاربس سيلفيستريس (Podocarpus sylvestris)
    - بودوكاربس تيسماني (Podocarpus teysmannii)

  - الشعبة لونجيفوليولاتوس (Longifoliolatus) (سومطرة وبورنيو، شرقاً لفيجي)
    - بودوكاربس أتجيهينسيس (Podocarpus atjehensis)
    - بودوكاربس براكتيتوس (Podocarpus bracteatus)
    - بودوكاربس كونفيرتوس (Podocarpus confertus)
    - بودوكاربس ديكومبنس (Podocarpus decumbens)
    - بودوكاربس ديجينري (Podocarpus degeneri)
    - بودوكاربس جيبسي (Podocarpus gibbsii)
    - بودوكاربس لونجيفوليولاتوس (Podocarpus longifoliolatus)
    - بودوكاربس بوليسبرموس (Podocarpus polyspermus)
    - بودوكاربس بسيودوبراكتيتوس (Podocarpus pseudobracteatus)
    - بودوكاربس سالومونينسيس (Podocarpus salomoniensis)

  - الشعبة نحيلة (جنوب الصين، عبر ماليزيا إلى فيجي)
    - بودوكاربس مشابه
    - بودوكاربس جلاوسوس (Podocarpus glaucus)
    - بودوكاربس لوفاتوس (Podocarpus lophatus)
    - بودوكاربس بيلجري (Podocarpus pilgeri)
    - بودوكاربس مستدير

  - الشعبة ماكروستاشيوس (Macrostachyus) (جنوب شرق آسيا إلى غينيا الجديدة)
    - بودوكاربس براسي (Podocarpus brassii)
    - بودوكاربس بريفيفوليوس (Podocarpus brevifolius)
    - بودوكاربس كوستاليس (Podocarpus costalis)
    - بودوكاربس كراسيجميس (Podocarpus crassigemmis)
    - بودوكاربس تيكسيري (Podocarpus tixieri)

  - الشعبة رومفيوس (Rumphius) (هينان، جنوباً عبر ماليزيا إلى شمال كوينزلاند)
    - بودوكاربس جراي (Podocarpus grayii)
    - بودوكاربس لاوبنفيلسي (Podocarpus laubenfelsii)
    - بودوكاربس رومفي (Podocarpus rumphii)

  - الشعبة بوليستاشيوس (Polystachyus) (جنوب الصين واليابان، عبر ملايو إلى غينيا الجديدة وشمال شرق أستراليا)
    - بودوكاربس صيني
    - بودوكاربس شينجيانوس (Podocarpus chingianus)
    - بودوكاربس إيلاتوس (Podocarpus elatus)
    - بودوكاربس فاسيكولوس (Podocarpus fasciculus)
    - بودوكاربس ماكروكاربوس (Podocarpus macrocarpus)
    - بودوكاربس ماكروفيلوس (Podocarpus macrophyllus)
    - بودوكاربس بوليستاشيوس (Podocarpus polystachyus)
    - بودوكاربس ريدلي (Podocarpus ridleyi)
    - بودوكاربس صبتروبيكاليس (Podocarpus subtropicalis)

  - الشعبة شائكة (جنوب شرق وجنوب غرب سواحل أستراليا)
    - بودوكاربس دروينيانوس (Podocarpus drouynianus)
    - بودوكاربس سبينولوسوس (Podocarpus spinulosus)

## الاستخدامات
يُزرع العديد من فصائل بودوكاربس كأشجار حديقة أو تُهذّب في تحوطات أو تعريشات أو شاشات. وتُستخدم أنواع الحديقة الشائعة بسبب أوراق أشجارها الخضراء العميقة الجذابة وظواهر أنيقة تتضمن بودوكاربس ماكروفيلوس، المعروف باسمه الياباني كوزامايكا (Kusamaki)، أو أحيانًا باسم «الصنوبر البوذي» أو «الصنوبر السرخس»، بودوكاربس ساليجنوس من تشيلي، وبسبب وجود شجيرة صغيرة تحمل «توتًا» أحمر جذابًا، بودوكاربس نيفاليس. ولا تزال بعض من أجناس ناجيا وبرومنوبيتيس وأفروكاربوس (Afrocarpus) أيضًا تُباع دون مُلصق عليها مثل بودوكاربس. وتكون الفاكهة الحمراء أو الأرجوانية أو الجسيمة المزرقة لمعظم أنواع بودوكاربس صالحةً للأكل، نيئة أو مطبوخة في صورة مربى أو فطائر، ولديها نسيج صمغي مع نكهةٍ حلوةٍ قليلاً. ومع ذلك، فإن الفاكهة سامةً قليلاً وبالتالي ينبغي أن تؤكل بشكلٍ مقتصدٍ، خاصةً عندما تؤكل نيئة. وتُستخدم أخشاب بودوكاربس فالكاتوس في صناعة الألواح الأرضية والعوارض والأثاث.
تُستخدم بعض أنواع البودوكاربس تقليديًا في مناطقها الأصلية لعلاج الحُمّى والربو والسعال والكوليرا وأمراض الصدر والتهاب المفاصل والروماتيزم والأمراض التناسلية وحمى الكلاب.

## معرض صور

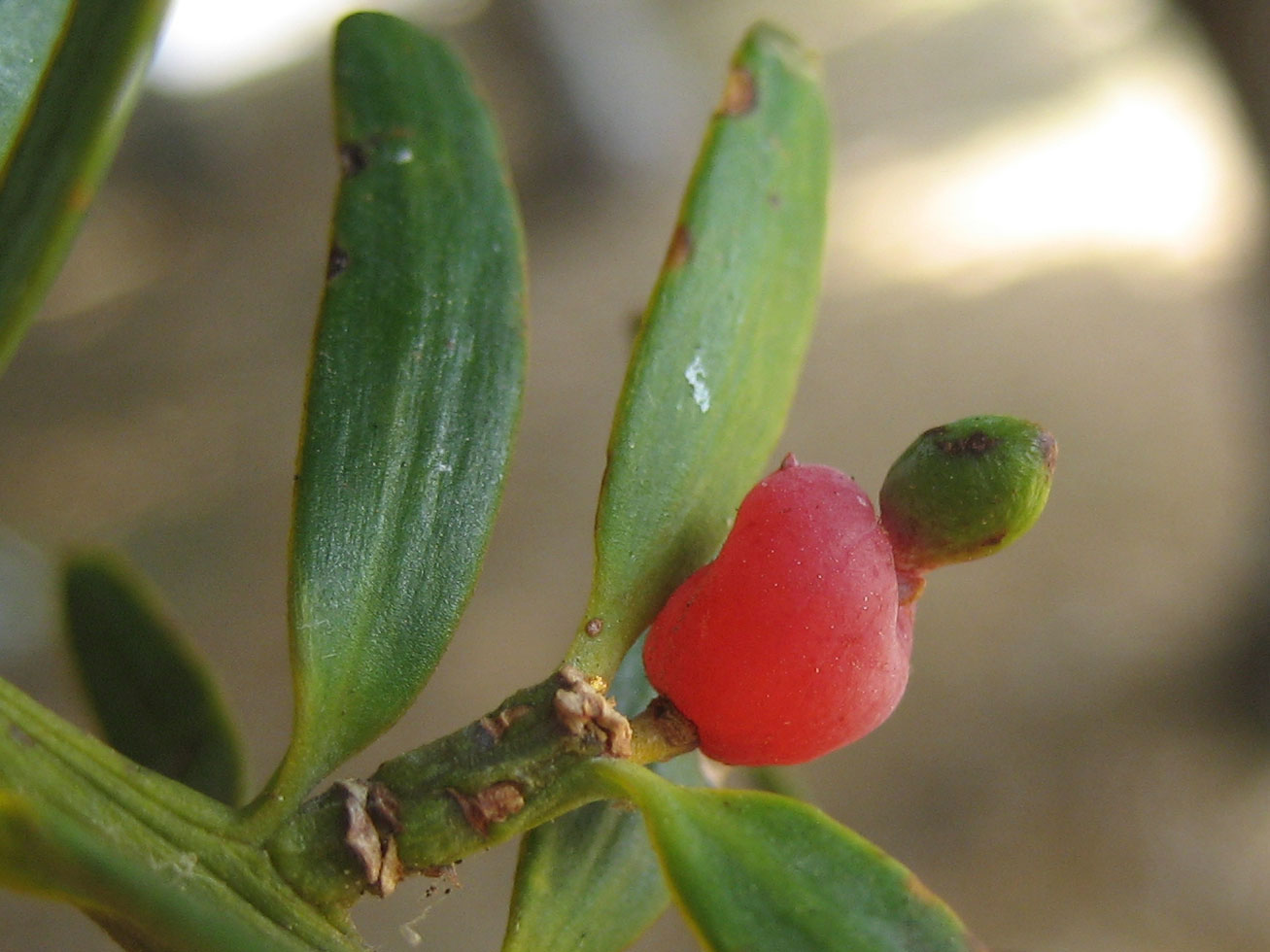
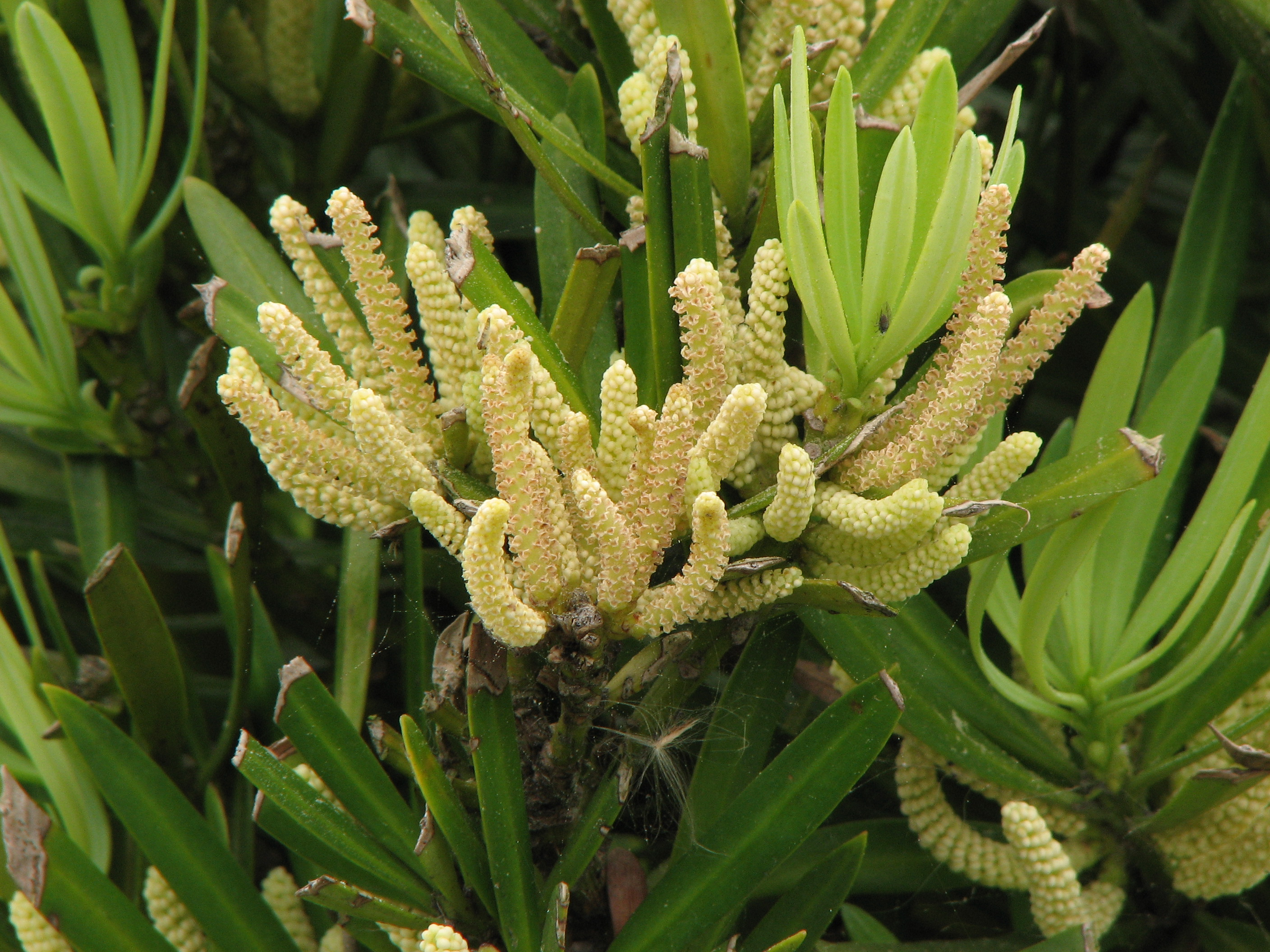
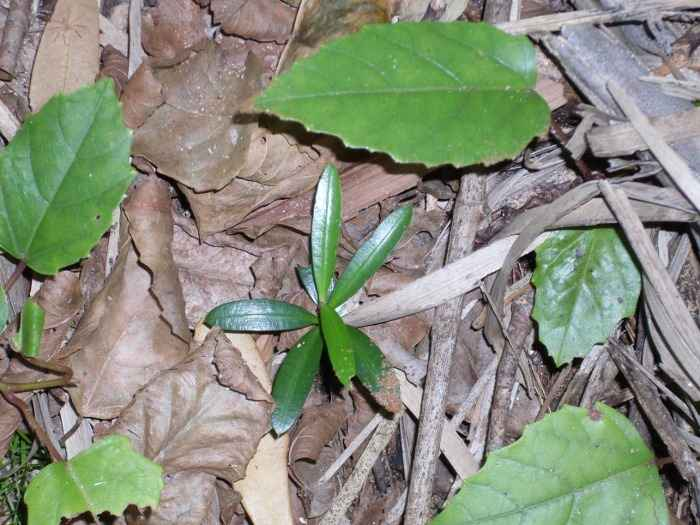